# Großsteingräber bei Emmeln
Die Großsteingräber bei Emmeln waren zwei megalithische Grabanlagen der jungsteinzeitlichen Trichterbecherkultur bei Emmeln, einem Ortsteil von Haren (Ems) im Landkreis Emsland (Niedersachsen). Sie wurden wohl im 19. Jahrhundert zerstört. Ihre ursprünglichen Standorte konnten in den 1960er Jahren von Elisabeth Schlicht wiederentdeckt werden, die bei Grab 2 anschließend eine Ausgrabung durchführte.

## Lage
Die Gräber befanden sich östlich von Emmeln.

## Beschreibung

### Grab 1
Grab 1 besaß eine ost-westlich orientierte Grabkammer mit einer Länge von 11 m und einer Breite von 2 m. Aufgrund der Größe muss es sich um einen Großdolmen oder um ein Ganggrab gehandelt haben.

### Grab 2
Grab 2 besaß eine nordwest-südöstlich orientierte Grabkammer mit einer äußeren Länge von 12,5 m und einer äußeren Breite von 2,2 m. Auch hier muss es sich um einen Großdolmen oder ein Ganggrab gehandelt haben. Bei Schlichts Grabung wurden etwa 1300 Fundstücke zutage gefördert.